# Brezovac Subocki
Brezovac is een plaats in de gemeente Novska in de Kroatische provincie Sisak-Moslavina. De plaats telt 9 inwoners (2001).